# Vườn quốc gia Biển Sanin

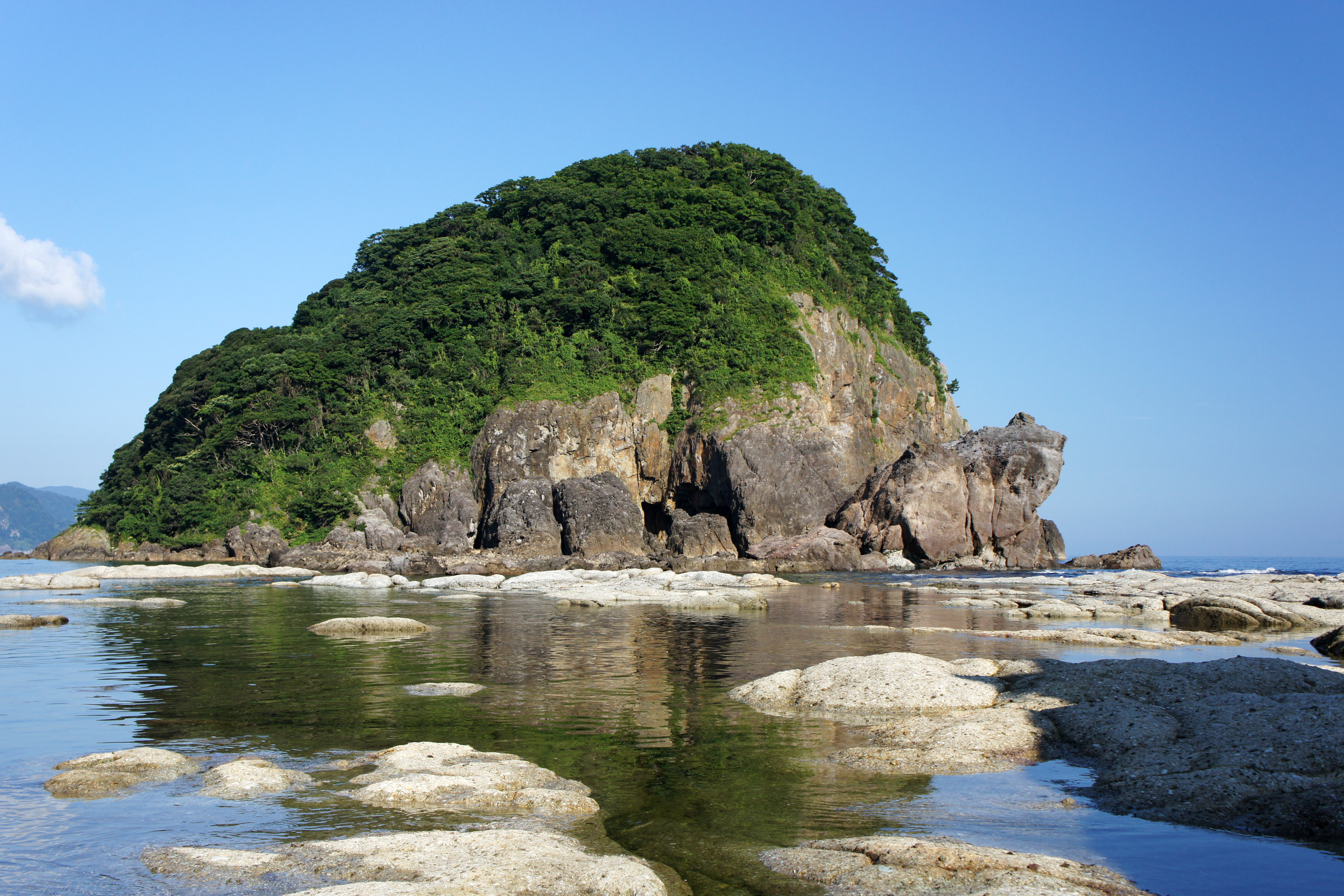
Bờ biển Kasumi tại Kami, Hyogo, Nhật Bản.

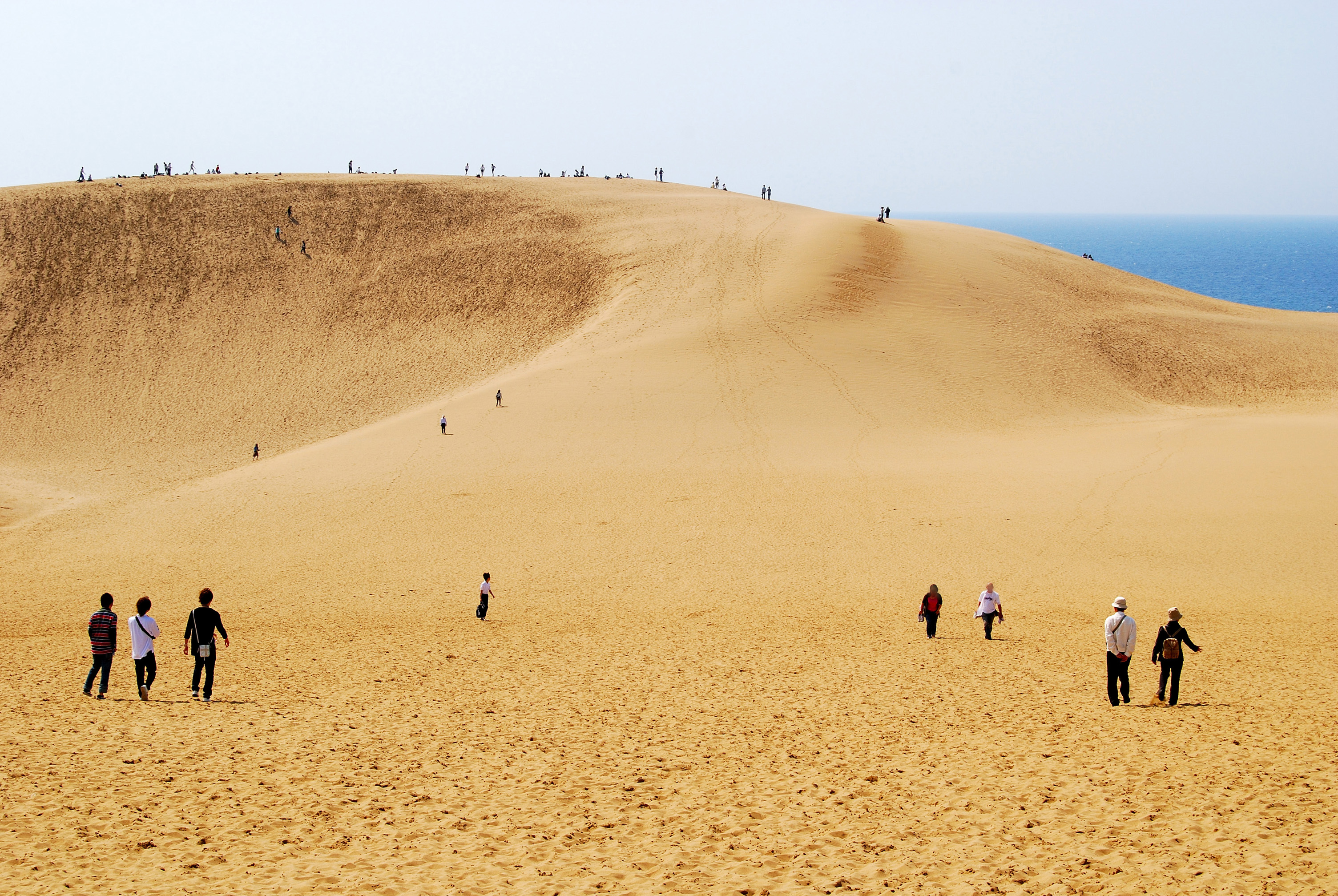
Đụn cát Tottori tại Tottori, Tottori, Nhật Bản.

Vườn quốc gia Sanin Kaigan (山陰海岸国立公園 San'in Kaigan Kokuritsu Kōen) là một vườn quốc gia ở tỉnh Tottori, Hyōgo, và Kyōto, Nhật Bản. Được thành lập vào năm 1963, vườn quốc gia chạy liên tục, dọc theo biển Nhật Bản từ các Tottori đến Kyotango. Với diện tích 87,83 km², Sanin Kaigan được biết đến với nhiều cửa hút gió từ biển cùng các hình thành đá, hải đảo, hang động.